# Uurnog
Uurnog est un jeu vidéo de plates-formes développé par Nicklas Nygren et sorti en 2017 sur Windows.

## Accueil

### Critique
- Canard PC : 6/10[1]

### Récompenses
Uurnog Unlimited a remporté le Prix de l'Excellence en son lors de l'Independent Games Festival 2018.